# Henriette Roland Holst
Henriette Roland Holst (neerlandès: Henriette Goverdine Anna Roland Holst van der Schalk)  (Noordwijk, 24 de desembre de 1869 - Amsterdam, 21 de novembre de 1952) va ser una poetessa i comunista de consells neerlandesa. S'inicià amb una poesia de caràcter filosòfic amb influències de Spinoza, que ràpidament evolucionà cap a una temàtica de gran compromís social. Va ser membre de diversos partits polítics i va treballar en la revista De Nieuwe Tijd (‘Temps nous'), favorable al comunisme de consells.
Entre les seves obres es destaquen Sonnetten en verzen in terzinen geschreven (‘Sonets i versos escrits en tercets', 1896), De nieuwe geboort (‘El renaixement’, 1906), De vrouw in het woud (‘La dona a la selva’, 1912) o Uit de diepte (‘Des de la profunditat’, 1946). També va escriure la traducció al neerlandès de La Internacional. Addicionalment, va destacar-se com a biògrafa, entre d'altres de Rousseau (1912), Tolstoi (1930), Romain Rolland (1946) o Gandhi (1947) i com a periodista en diverses publicacions i programes de ràdio. Va ser nominada pel Premi Nobel de Literatura el 1952.